# Liste der Baudenkmäler in Regensburg-Weichs
Auf dieser Seite sind die Baudenkmäler in der Oberpfälzer Bezirkshauptstadt Regensburg zusammengestellt. Diese Tabelle ist eine Teilliste der Liste der Baudenkmäler in Bayern. Grundlage ist die Bayerische Denkmalliste, die auf Basis des Bayerischen Denkmalschutzgesetzes vom 1. Oktober 1973 erstmals erstellt wurde und seither durch das Bayerische Landesamt für Denkmalpflege geführt wird. Die folgenden Angaben ersetzen nicht die rechtsverbindliche Auskunft der Denkmalschutzbehörde.

## Baudenkmäler
| Lage                                                             | Objekt                          | Beschreibung | Akten-Nr.       | Bild                            |
| ---------------------------------------------------------------- | ------------------------------- | --- | --------------- | ------------------------------- |
| Grabengasse 2, 4, Weichser Schloßgasse 11, 11 a, 15 a (Standort) | Ehemaliges Schloss Weichs       | Dreigeschossige Vierflügelanlage mit Satteldächern, Staffelgiebeln, Erker und Dachreiter mit Zwiebelhaube, spätgotisch und Renaissance, 16. Jahrhundert, im Kern vielleicht älter, Umbauten 17./18. Jahrhundert, teilweise modern überformt Reste der Schlossmauer mit Schalentürmen, Bruchstein, wohl spätmittelalterlich Auf der Nordseite Reste des Grabens und der Futtermauer, Bruchstein, wohl spätmittelalterlich | D-3-62-000-1318 | Ehemaliges Schloss Weichs       |
| Holzgartenstraße 36 (Standort)                                   | Ehemalige Holzgartenschreiberei | Zweigeschossiger und traufständiger Mansarddachbau mit Halbwalm, 1802 | D-3-62-000-584  | Ehemalige Holzgartenschreiberei |